# Saint-Forgeux-Lespinasse
Saint-Forgeux-Lespinasse is een gemeente in het Franse departement Loire (regio Auvergne-Rhône-Alpes) en telt 477 inwoners (2005). De plaats maakt deel uit van het arrondissement Roanne.

## Geografie
De oppervlakte van Saint-Forgeux-Lespinasse bedraagt 16,0 km², de bevolkingsdichtheid is 29,8 inwoners per km².
De onderstaande kaart toont de ligging van Saint-Forgeux-Lespinasse met de belangrijkste infrastructuur en aangrenzende gemeenten.

## Demografie
Onderstaande figuur toont het verloop van het inwonertal (bron: INSEE-tellingen).